# Ротберг, Рам
Рам Ро́тберг (ивр. רם רוטברג‎; род. 2 мая 1964, Кфар-Хесс, Израиль) — вице-адмирал запаса Армии обороны Израиля; Командующий ВМС Израиля с октября 2011 по сентябрь 2016 года.

## Биография
Рам Ротберг родился 2 мая 1964 года в мошаве Кфар-Хесс на равнине Шарон в центре Израиля.

### Военная карьера
Ротберг начал службу в Армии обороны Израиля в 1982 году в спецподразделении ВМС «Шайетет 13». Помимо обучения в качестве бойца «Шайетет 13» окончил также курс офицеров пехотных войск, после чего возглавил группу в подразделении «Шайетет 13». Помимо прочего, принимал участие в операции «Хацав Адин» в июле 1987 года по уничтожению ячеек палестинских боевиков, ведущих обстрел израильских судов и самолётов с ливанского берега.
В 1992 году возглавил спецподразделение «Дувдеван», командовал подразделением в ходе завершающей фазы Первой палестинской интифады, в том числе в ходе спецопераций по задержанию палестинских террористов.
Затем прошёл капитанские курсы Израильской военно-морской академии (ивр. קורס חובלים‎) и после окончания Школы военно-морского командования служил офицером обнаружения навигации и связи на ракетном катере. В дальнейшем командовал ракетным катером типа «Саар-4» «Таршиш».
Затем вернулся на службу в «Шайетет 13», где служил командиром учебной роты, а затем командиром боевой роты. В 2001 был назначен командиром подразделения. Исполнял эту должность до 2004 года.
В период «Интифады Аль-Аксы» подразделение «Шайетет 13» под командованием Ротберга было удостоено знака отличия Начальника Генштаба два года подряд — в 2002 году и в 2003 году. В этот период подразделение участвовало, помимо прочего, в операции «Ноев ковчег» (ивр. תיבת נוח‎) по захвату судна «Карин А» с контрабандным грузом оружия в январе 2002 года. Благодаря связям Ротберга с оперативными подразделениями «Шабака», налаженным ещё в ходе его командования подразделением «Дувдеван», подразделение было также задействовано в ряде сухопутных контртеррористических операций, включая точечные операции по ликвидации лидеров террористических группировок, а также участие в бою в Дженине и совместная с бригадой «Цанханим» операция в Наблусе в рамках операции «Защитная стена» в апреле 2002 года. В ходе операции «Защитная стена» на подразделение «Шайетет 13» под командованием Ротберга была также возложена подготовка операции по захвату палестинского лидера Ясира Арафата, однако, несмотря на разработанный план операции, политический эшелон в конечном счёте решил отказаться от её проведения.
Во время Второй ливанской войны Ротберг занимал пост главы Разведывательного управления ВМС. По окончании войны Ротбергу был объявлен выговор Начальником Генштаба генерал-лейтенантом Даном Халуцом вследствие внутреннего расследования в отношении инцидента 14 июля 2006 года, в ходе которого ракетному катеру ВМС «Ханит» был нанесён ущерб (в том числе гибель четырёх членов экипажа) от удара противокорабельной ракеты YJ-82. Расследование указало, что вопреки поступившей информации, предполагающей передачу иранских ракет YJ-82 на вооружение организации «Хезболла», департаментом под командованием Ротберга не была отдана соответствующая директива о задействовании средств противоракетной защиты на катере.
В 2007 году Ротберг был повышен в звании до контр-адмирала (бригадного генерала) и назначен командиром Хайфской морской базы. Служил на этом посту до 2009 года. После того, как Ротбергу не была подобрана должность в армии, в середине 2010 года он перешёл на должность главы Управления оборонной политики Совета национальной безопасности Израиля.

#### На посту Командующего ВМС
4 августа 2011 года вышло сообщение о решении министра обороны Эхуда Барака утвердить назначение Ротберга на пост Командующего ВМС Израиля вместо уходящего в запас вице-адмирала Элиэзера Марома. Сообщение опровергло предположения о намерении назначить на пост контр-адмирала Рани Бен-Йехуду, заручившегося поддержкой Марома.
6 октября 2011 года Ротбергу было присвоено звание вице-адмирала (алуф), и он вступил на пост Командующего ВМС Израиля.

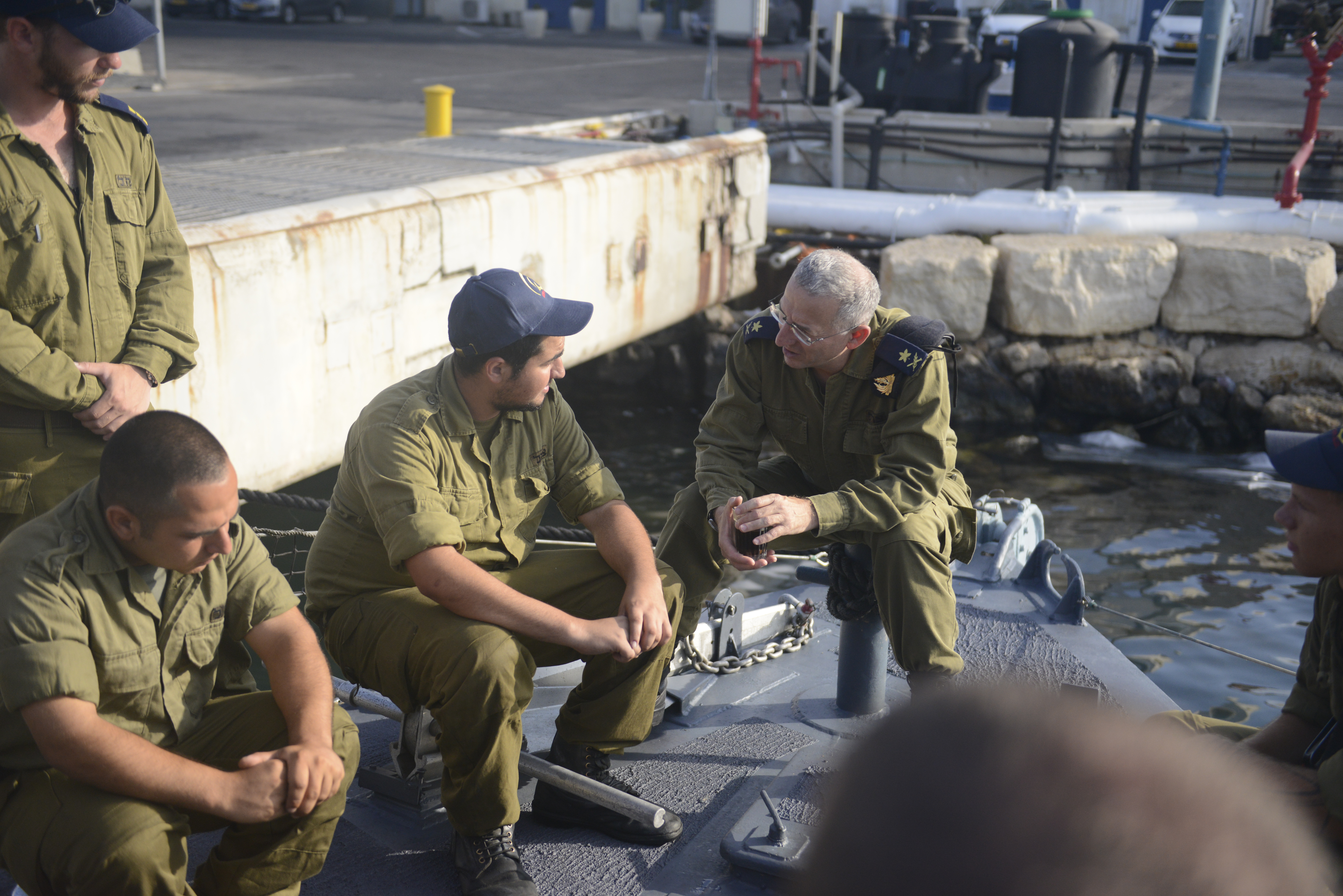
Генерал-майор Рам Ротберг с экипажем ракетного катера, июль 2015

В период командования Ротберга военно-морские силы Израиля приняли участие в ряде военных операций, включая операцию «Нерушимая скала» летом 2014 года, в ходе которой судна ВМС провели 199 ракетных атак по сектору Газа, а с пляжа «Судания» в Газе была проведена морская высадка бойцов спецподразделения ВМС «Шайетет 13». Под командованием Ротберга прошла и операция «Полное разоблачение» 5 марта 2014 года по захвату иранского судна с грузом оружия в Красном море.
В ходе Гражданской войны в Сирии ВМС Израиля под командованием Ротберга усилили присутствие у берегов Ливана и Сирии, как с целью сбора разведданных и предотвращения исходящих из территории этих стран угроз, так и с целью нанесения ударов по складам вооружений враждебных Израилю организаций, помимо прочего в свете угроз, исходящих от находящихся на вооружении противника противокорабельных ракет «Яхонт».
Состав флота был дополнен новыми подводными лодками стратегического назначения типа «Дольфин», и начался процесс перепрофилирования одного из ракетных катеров ВМС в подвижный радиолокационный центр контроля воздушного пространства. В свете получения функций по защите месторождений нефти на Средиземноморском шельфе Израиля укрепились связи ВМС Израиля с военно-морскими силами стран Средиземноморского бассейна, как то ВМС Греции и Кипра. ВМС под командованием Ротберга также укрепили взаимодействие с другими родами войск Армии обороны Израиля; так в 2016 году были впервые проведены учения, в рамках которых силы бригады «Цанханим» провели сухопутный манёвр вблизи берега Средиземного моря под координацией экипажа подводной лодки.
27 сентября 2016 года Ротберг передал командование ВМС Израиля вице-адмиралу Эли Шарвиту накануне выхода в запас из армии.

### После выхода в запас
После выхода в запас Ротберг занялся общественной деятельностью в рамках некоммерческой организации «Аталеф», объединяющей выходцев подразделения «Шайетет 13».
26 февраля 2020 года вошёл в число высокопоставленных офицеров запаса и выходцев спецслужб, подписавших открытое обращение к Президенту Израиля Реувену Ривлину с просьбой не возлагать задачу формирования правительства на Биньямина Нетаньяху вследствие поданного против последнего обвинительного заключения по уголовным делам о совершении коррупционных преступлений.
В ходе эпидемии коронавирусной инфекции весной 2020 года Ротберг возглавлял штаб, учреждённый в региональном совете Хоф-ха-Кармель для разработки стратегии по выходу из вызванного эпидемией кризиса.
Ротберг занимается проектами в сфере просвещения; помимо прочего, является генеральным директором некоммерческой организации Towards the Horizon (ивр. מפליגים אל האופק‎), помогающей молодёжи, завершившей военную службу, в начале профессиональной и академической карьеры.

#### Процесс в Комиссии Груниса
В апреле 2024 года Ротберг выступил в качестве свидетеля перед «Государственной следственной комиссией по делу судов» под руководством бывшего председателя Верховного суда Израиля Ашера Груниса(«Комиссия Груниса», расследующей решения политического и военного эшелона Израиля по приобретению Израилем подводных лодки типа «Дольфин» и дополнительных военных судов у немецкого концерна ThyssenKrupp. Учреждение комиссии последовало за вызвавшим скандал в Израиле «Делом о подводных лодках», в рамках которого ряду израильских участников процесса закупок были предъявлены уголовные обвинения в коррупции, а также высказывались мнения о неправомерном вмешательстве в процесс закупок со стороны премьер-министра Биньямина Нетаньяху.
В своём промежуточном постановлении от 24 июня 2024 года комиссия в соответствии с принятой практикой официально предупредила ряд лиц о вероятности того, что её окончательный отчёт будет включать отрицательные выводы в их отношении. В число получателей предупредительных писем комиссии вошёл и Ротберг, в отношении которого комиссия отметила вероятность достижения следующих выводов:
- Допущение вмешательства Совета национальной безопасности Израиля, действующего по личной указке премьер-министра Нетаньяху, в процесс формирования профессионального заключения, запрошенного у ВМС;
- Содействие Совету национальной безопасности и политическому эшелону в продвижении процесса закупок для ВМС в обход Армии обороны Израиля и Министерства обороны;
- Передача следственной комиссии неточной информации о различных судах и о своих связях с Советом национальной безопасности;
- Введение правительства в заблуждение посредством предоставления несоответствующей действительности информации о количестве катеров «Саар-6», требуемых для обеспечения безопасности израильских газовых месторождений;
- Осуществление закупки катеров «Саар-6», отличающихся от судов, утверждённых правительством, на сумму, превышающую на сотни миллионов шекелей сумму, утверждённую правительством, что привело к задержке в обосновании систем безопасности израильских газовых месторождений;
- Сокрытие от Министерства обороны дополнительных расходов, следующих из закупки катеров;
- Осуществление действий вне сферы своей компетенции для обеспечения коммерческого преимущества концерна ThyssenKrupp в прямой связи с представителями концерна и Советом национальной безопасности, не доводя данный факт до сведения Министерства обороны и своего непосредственного командования;
- Распространение предвзятых документов для продвижения процесса закупки катеров «Саар-6»;
- Инициирование процесса закупки дополнительных противолодочных катеров «Саар-6» (или содействие Совету национальной безопасности в данной процессе) без должного обсуждения вопроса и без привлечения к процессу компетентных представителей Армии обороны Израиля и Министерства обороны; сокрытие данного факта от Министерства оборона и Начальника Генштаба, несмотря на поднятые с их стороны вопросы;
- Осуществление действий в обход должных каналов принятия решений с целью позволить участие концерна ThyssenKrupp в обслуживании судов ВМС на верфи ВМС;
- Формирование позиции о возможности продажи подводных лодок третьей стране вопреки позиции премьер-министра, Министерства обороны и Армии обороны Израиля и без упорядоченной проверки всех имеющих отношение к делу факторов; по мнению комиссии позиция Ротберга, доведённая до сведения Германии до её обсуждения в Израиле, нанесла ущерб продвижению израильской позиции в угоду концерну ThyssenKrupp.

На основании данных первичных выводов комиссия сочла, что у неё имеются основания прийти к выводу, что поведение Ротберга в связи с расследываемыми темами отклонялось от должных норм поведения командира в Армии обороны Израиля и нанесло ущерб рабочим процессам и наращиванию боевой мощи, что создало потенциал риска для государственной безопасности и ущерба международным отношениям и экономическим интересам Государства Израиль.
Предупредительные письма получили также премьер-министр Израиля Биньямин Нетаньяху, бывший министр обороны Моше (Боги) Яалон, бывший глава Совета национальной безопасности Израиля (в дальнейшем глава «Моссада») Йоси Коэн и бывший сотрудник Совета национальной безопасности Израиля Авнер Симхони.

### Образование и личная жизнь
За время службы Ротберг получил степень бакалавра в области изучения Среднего Востока, а также окончил учёбу на курсе повышенного типа в Школе морского командования. Также получил степень магистра в области обороны, управления ресурсами и стратегии Университета национальной обороны в Вашингтоне, США.
Женат на Михаль Ротберг, отец троих детей (сын и две дочери).
У Ротберга брат-идентичный близнец, Он Ротберг, дослуживший в Армии обороны Израиля до должности командира роты танковых войск.
Проживает в мошаве Керем-Махараль. В своём хозяйстве в мошаве содержит лошадей и коз.